# Pila (Potůčky)

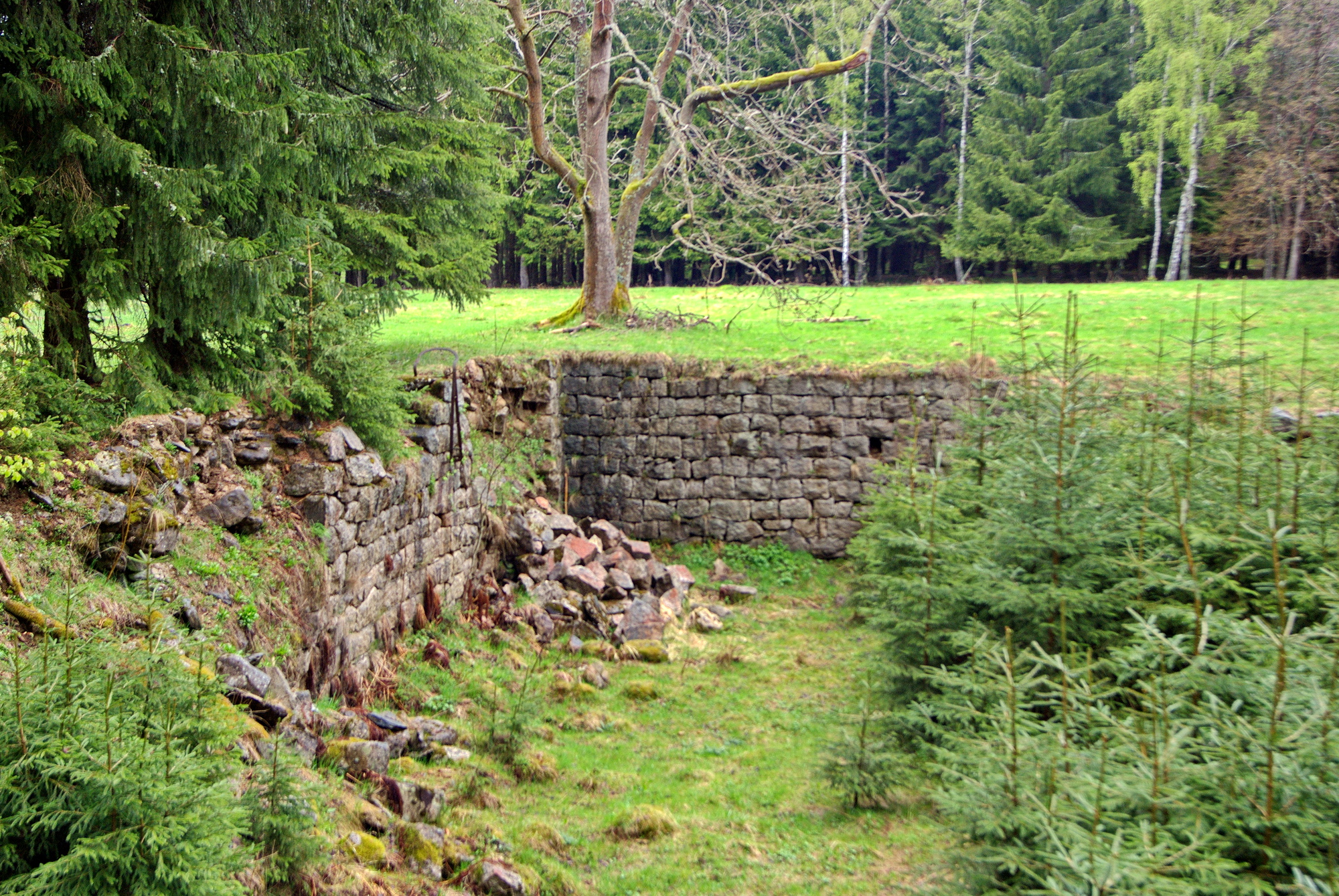
Reste des ehemaligen Freibades der Wüstung Brettmühl

Pila (deutsch Brettmühl) war ein Ortsteil von Breitenbach (Potůčky) im Okres Karlovy Vary der Tschechischen Republik.

## Lage

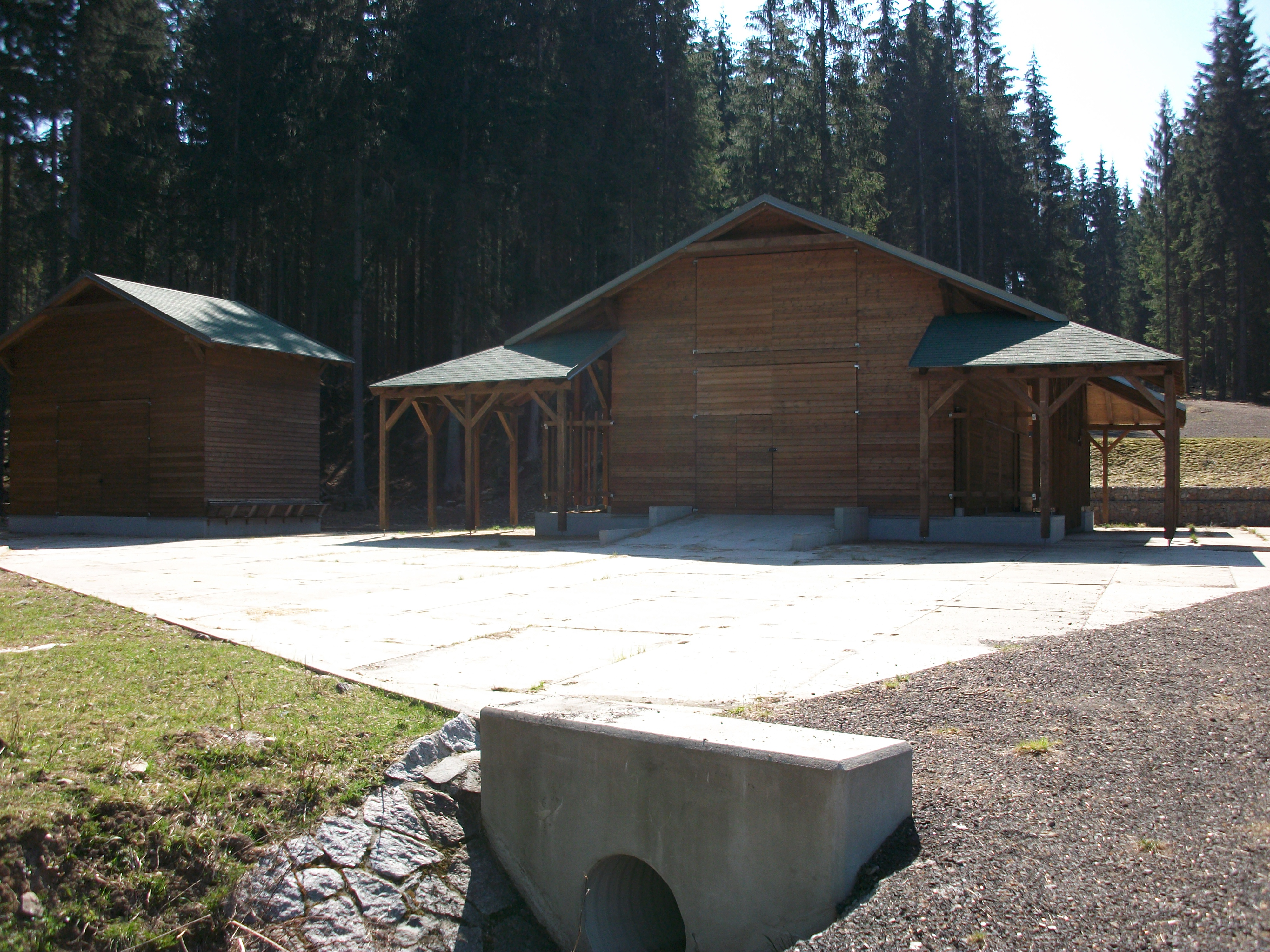
Wintergehege für Rotwild in Pila (Brettmühl)

Pila lag am oberen Lauf des Schwarzwassers (Černá) in einer Höhe von ca. 770 m ü. NHN zwischen Breitenbach im Westen und Jungenhengst (Luhy) im Osten.

## Geschichte
Die Siedlung geht auf eine noch bis nach 1945 als Sägewerk betriebene Brettmühle zurück. Sie wurde bereits im 16. Jahrhundert als Bretmuhl urkundlich genannt. Die Mühle mit den zugehörigen Wohn- und Bauernhäusern gehörte zu demjenigen Teil der sächsischen Herrschaft Schwarzenberg, der nach dem Schmalkaldischen Krieg an das Königreich Böhmen abgetreten wurde. Die protestantisch gebliebenen Einwohner mussten 1654 den katholischen Glauben annehmen oder das Land verlassen. Mehrere Bewohner gingen über die Grenze in das benachbarte Kurfürstentum Sachsen und gehörten als böhmische Exulanten zu den Gründern von Johanngeorgenstadt.
Am 18. Juli 1748 sorgte der Fund der Leiche der zehnjährigen Maria Sylvia Stiehler aus Streitseifen im Wald nahe Brettmühl für Aufsehen. Nach einer gerichtlichen Visitation konnte als Täter der achtzehnjährige Johann Adam Hahn aus Brettmühl ausgemacht werden. Der Verurteilte starb im August 1749 durch Enthauptung und wurde neben dem Galgen begraben. Die Kirchenmatrikel von Platten berichtet in einem Memorandum davon.
Brettmühl war zur Pfarrkirche St. Laurentius in der Bergstadt Platten (Horní Blatná) gepfarrt, wo auch der Friedhof lag. Der Landwirt Ludwig Korb und seine Ehefrau Mathilde geb. Behr besaßen das Haus Nr. 6. Nachdem ihr Sohn Johann Korb nach 18 Tagen an Frais gestorben war, ließen sie 1866 vor ihrem Haus eine kleine Kapelle mit einem Glockenstuhl errichten. Diese Kapelle mit ihrer Gebetsglocke und 20 Sitzplätzen wurde dem Namensgeber ihres Sohnes, dem Heiligen Johannes dem Täufer geweiht. Nachdem anfangs ein Geistlicher aus Platten die Heilige Messe zelebrierte, fand unter dem letzten Besitzer Ludwig Keilhauer (ab 1906) nur noch am Johannistag ein Gottesdienst statt. Die kleine Kapelle war ein beliebtes Fotomotiv geworden. Auch der Kunstmaler August Herrmann hielt es auf einem Gemälde fest, das lange Zeit im Hotel „Sachsenhof“ in Johanngeorgenstadt hing und dann in den Besitz des Nachkriegsbürgermeisters Klemm überging.
Im Juni 1906 wurden auf der Anna-Michaelis-Zeche in Brettmühl heilkräftige radioaktive Bäder gegen Rheumatismus verabreicht. Glaubte man der damaligen Werbung sollte die radioaktive Quelle sich auch für Trinkkuren eignen. Die Besitzer des Grundstücks, auf dem die Quelle entsprang, Freiherr Hans von Morsey-Picard, Dr. Hackländer und Johann Thumann aus Kassel hofften, damit parallel zu St. Joachimsthal, wo damals eine Bade- und Kurhaus für radioaktive Bäder errichtet wurde – die Anfänge zu einem Kur- und Badeort geschaffen zu haben. Ihre Hoffnung erfüllte sich aber nicht. Andere Radiumbäder wie Oberschlema oder Brambach blühten auf, die abseits der Touristenströme gelegene Brettmühl kam über erste Anfänge nicht hinaus.
Die Kapelle, die Brettmühle und sämtliche Häuser der kleinen Siedlung, in der 1930 83 Einwohner lebten, wurden nach Vertreibung der deutschen Bevölkerung nach dem Zweiten Weltkrieg abgerissen und die Ortslage wüst.

## Entwicklung der Einwohnerzahl
| Jahr | Einwohnerzahl |
| ---- | ------------- |
| 1869 | 49            |
| 1880 | 56            |
| 1890 | 59            |
| 1900 | 66            |
| 1910 | 38            |

| Jahr | Einwohnerzahl |
| ---- | ------------- |
| 1921 | 29            |
| 1930 | 83            |
| 1950 | 31            |
| 1961 | 0             |

## Sport und Tourismus
In den 1920er Jahren entstand am Schwarzwasser ein großzügig gestaltetes Freibad mit großer Liegewiese, das zu einem sehr beliebten Ausflugsziel für die Bewohner der umliegenden Orte geworden ist. Auch dieses Naturbad verwaiste nach 1946. Das Bruchsteinmauerwerk kann man heute jedoch noch deutlich in der Landschaft erkennen.